# Janusz Zemke
Janusz Władysław Zemke (Kowalewo; 24 de Fevereiro de 1949 — ) é um político da Polónia. Ele foi eleito para a Sejm em 25 de Setembro de 2005 com 33672 votos em 4 no distrito de Bydgoszcz, candidato pelas listas do partido Sojusz Lewicy Demokratycznej.
Ele também foi membro da PRL Sejm 1989-1991, Sejm 1991-1993, Sejm 1993-1997, Sejm 1997-2001, and Sejm 2001-2005.